# Entolomatàcies
Les entolomatàcies (Entolomataceae) són una família de fongs basidiomicots de l'ordre dels agaricals (Agaricales) que inclouen els gèneres Entoloma, Rhodocybe i Clitopilus. La família en total conté unes 1.500 espècies, la gran majoria dins el gènere Entoloma. Tenen una distribució cosmopolita.